# أحمد رفعت (ممثل)
أحمد رفعت (19 مارس 1979 -)، ممثل مصري.

## حياته ومشواره المهني
كانت رغبته في الثانوية العامة أن يدخل كلية الطب لكن ذهب إلي كلية التجارة في قسم محاسبة جامعة الزقازيق، وكانت هوايته التمثيل حيث قام بتمثيل أكثر من 12 مسرحية وحصل علي جائزة ممثل أول على مستوى الجامعات المصرية، عندها اكتشف موهبته في التمثيل ولكن قرر أن يعمل بمؤهله الدراسي وبالفعل كان مديرا للمبيعات بإحدي شركات العقارات وبالصدفة قابل المنتج «محمود دهموش» أكبر منتجين الدراما في مصر، علي اعتباره زبونا يرغب في شراء فيلا وأثناء مناقشته معه علم بأنه كان ممثلا وعندما اقتنع بموهبته قرر مساعدته ورشحه للمشاركة في عملين في وقت واحد هما مسلسل "خيانة" مع هشام سليم، ونرمين الفقي. انطلاقته الحقيقة عام 1999 من خلال فيلم فتاة من إسرائيل  شارك في عدد من الأعمال منها مسلسلات وأفلام، وقد اختاره المخرجون لأداء شخصية رشدي أباظة في بعض أعماله  كما تم تشبيه بالممثل السوري تيم حسن

## أعماله

### أفلام
| - عمود فقري:2016 - إعدام بريء:2014-سامح - فردي:2013 - نقطة ومن أول السطر:2007 | - سيب وأنا أسيب:2004-عضو الموقع المشبوه - مافيا:2002 - رشة جريئة:2001 - فتاة من إسرائيل:1999 |

### مسلسلات
| - بعد النهاية:2024-طارق - رسالة الإمام:2023-حفص - الاختيار 3: القرار:2022-مقدم أحمد جاد - الاختيار 2: رجال الظل:2021-مقدم أحمد جاد - نصيبي وقسمتك 4:2021-حكاية تاج راسنا بابا - ورا كل باب ج2:2021-معتز (حكاية ٩٠ يوم) - نصيبي وقسمتك 3:2019-سيف/ راجح - نصيبي وقسمتك 2:2017-صادق - الأستاذ بلبل وحرمه:2016 - دنيا جديدة:2015 - شمس:2014-ياسر - صديق العمر:2014-شعراوي جمعة - خيبر:2013-عتبة بن غزوان - الخفافيش:2012 - الشركة:2012 - المنتقم:2012-الصحفي رمزي صديق عمر - النار والطين:2012 - الهلالي سلالم:2012 | - كاريوكا:2012-رشدي أباظة - نابليون والمحروسة:2012 - تلك الليلة:2011 - صدق او لا تصدق:2011 - لحظة ميلاد:2011 - سقوط الخلافة:2010-الخديوي توفيق - ملكة في المنفى:2010-محمد رؤوف - الوتر المشدود:2009-نادر - حكايات البنات:2009 - عبودة ماركة مسجلة:2009-فاروق الصحفي - كلام نسوان:2009 - ليلة جواز بهية:2009 - ورق التوت:2009 - يوميات ونيس وأحفاده ج6:2009-هادي - الفنار:2008-د / يحيي - الهاربة ج1:2008 - دموع القمر:2008 - طائر التمساح:2008-هادي - الفريسة والصياد:2007-نادر | - امرأة في شق الثعبان:2007 - حنان وحنين:2007 - رجل غني .. فقير جدًا:2007-م. حلمي عبد الله - أحزان مريم:2006-زوج سارة - أشباح المدينة:2006 - السندريلا:2006-رشدي أباظة - العندليب: حكاية شعب:2006-عز الدين ذو الفقار - عائش في الغيبوبة:2006 - مدرسة الكتاكيت:2006-د. جناح أيمن - نصر السماء:2006 - الظاهر بيبرس:2005 - أنا وهؤلاء:2005-نضال - عباد الرحمن:2005 - كارنتينا:2005 - الجانب الآخر من الشاطىء:2004 - بطة وأخواتها:2004 - محمود المصري:2004-فيليب لاداس - ملح الأرض:2004-شريف | - البنات:2003 - المرأة في الإسلام:2003 - تعالى نحلم ببكره:2003 - حكايات زوج معاصر:2003 - فارس الرومانسية:2003-أحمد مظهر - فلاح في بلاط صاحبة الجلالة:2003 - مسألة مبدأ:2003 - أوراق مصرية ج2:2002-جعفر الألماني - زمن عماد الدين:2002-رائف عرفي - سيف اليقين:2002 - فارس بلا جواد:2002-غسان - موعد مع الشهرة:2002 - للعدالة وجوه كثيرة:2001-منصور أبو اليسر - ملكة من الجنوب:2001 - زيزينيا ج2: الليل والفنار:2000-ميشيل - خيانة:1999-رأفت الجرواني - صدق الله العظيم ج2:1999 - الإمام الترمذي:1998 - ظلال الخوف:1994 |